# Soumaïla Coulibaly (football, 2003)
Soumaïla Coulibaly, né le 14 octobre 2003 à Montfermeil, est un footballeur français qui joue au poste de défenseur central au RC Strasbourg.

## Biographie

### En club
Né à Montfermeil en France, Soumaïla Coulibaly est formé par le PSG, avant de rejoindre le Borussia Dortmund, où il commence sa carrière professionnelle,.
Il fait sa première apparition lors d'une rencontre de Ligue des champions le 2 novembre 2022, et en Bundesliga contre le VfB Stuttgart le 15 avril 2023.

### En sélection
En septembre 2022, Soumaïla Coulibaly est convoqué pour la première fois avec l'équipe de France des moins de 20 ans. Il figure dans la sélection française pour la Coupe du monde des moins de 20 ans 2023.

## Statistiques
| Saison                | Club                     | Championnat           | Championnat | Championnat | Coupe(s) nationale(s) | Coupe(s) nationale(s) | Compétition(s) continentale(s) | Compétition(s) continentale(s) | Compétition(s) continentale(s) | Total | Total |
| Saison                | Club                     | Division              | M.          | B.          | M.                    | B.                    | Comp.                          | M.                             | B.                             | M.    | B.    |
| 2021-2022             | Borussia Dortmund II     | 3. Liga               | 9           | 0           | -                     | -                     | -                              | -                              | -                              | 9     | 0     |
| 2022-2023             | Borussia Dortmund II     | 3. Liga               | 16          | 0           | -                     | -                     | -                              | -                              | -                              | 16    | 0     |
| Sous-total            | Sous-total               | Sous-total            | 25          | 0           | -                     | -                     | -                              | -                              | -                              | 25    | 0     |
| 2022-2023             | Borussia Dortmund        | Bundesliga            | 1           | 0           | -                     | -                     | C1                             | 1                              | 0                              | 2     | 0     |
| 2023-2024             | Royal Antwerp FC (prêt)  | Jupiler League        | 17+5        | 0           | 4                     | 0                     | C1                             | 8                              | 0                              | 34    | 0     |
| 2024-2025             | Stade brestois 29 (prêt) | Ligue 1               | 7           | 0           | 1                     | 0                     | C1                             | 8                              | 0                              | 16    | 0     |
| Sous-total            | Sous-total               | Sous-total            | 30          | 0           | 5                     | 0                     | -                              | 17                             | 0                              | 52    | 0     |
| 2025-2026             | RC Strasbourg            | Ligue 1               | -           | -           | -                     | -                     | C4                             | -                              | -                              | 0     | 0     |
| Total sur la carrière | Total sur la carrière    | Total sur la carrière | 55          | 0           | 5                     | 0                     | -                              | 17                             | 0                              | 77    | 0     |